# Inga Sæland

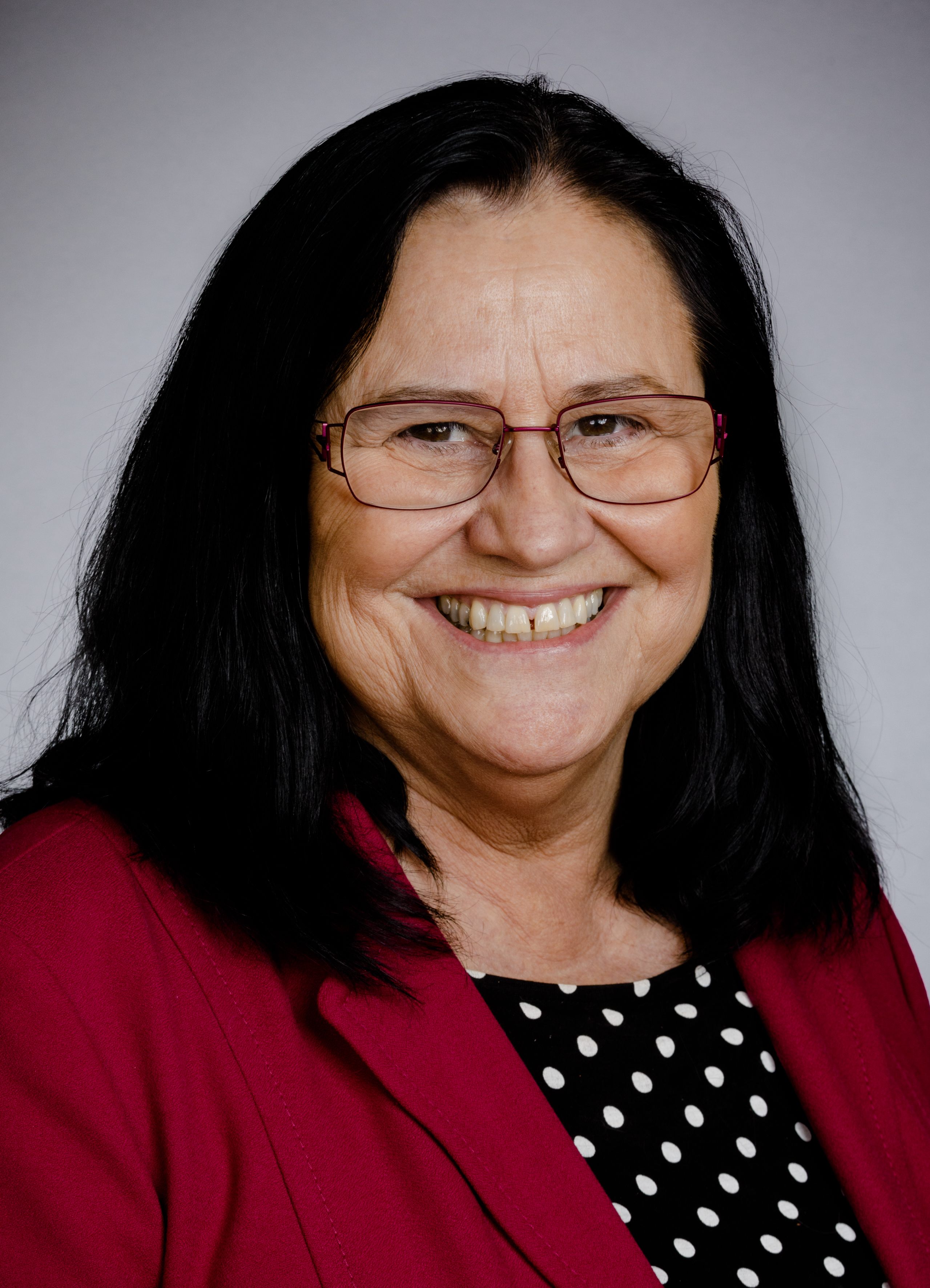
Inga Sæland, 2021

Inga Sæland [ˈiŋka ˈsaiːlant] (* 3. August 1959 in Ólafsfjörður) ist eine isländische Politikerin. Sie ist Gründerin und Vorsitzende der Partei Flokkur fólksins. Seit dem 21. Dezember 2024 ist sie Ministerin für Soziales und Wohnungswesen im Kabinett Kristrún Frostadóttir.

## Leben
Inga Sæland ist Juristin mit einem BA in Rechtswissenschaften der Universität Island (2016) und hatte zuvor Politologie studiert. Zur Gründung der Partei Flokkur fólksins 2016 wurde sie durch ihre Sehbehinderung angeregt. Ziel ihrer Partei, die in den Medien als populistisch beschrieben wird, ist laut Satzung die Bekämpfung von „Ungerechtigkeit, Diskriminierung, Rechtlosigkeit und Armut“. Von Kommentaren, die sie im März 2017 auf Facebook gemacht hatte, und derentwegen ihr Fremdenfeindlichkeit vorgeworfen worden war, hat sich Inga Sæland in der Folge als „schlecht formuliert“ distanziert. Den Umgang mit Flüchtlingen in Island bezeichnet sie als „grausam“ und sie hat mehr Mittel für die Flüchtlingshilfe gefordert.
Bei der Parlamentswahl vom 28. Oktober 2017 wurde sie als Spitzenkandidatin ihrer Partei für den Wahlkreis Reykjavík-Süd ins isländische Parlament Althing gewählt. Seit dem 21. Dezember 2024 ist sie als Ministerin für Soziales und Wohnungswesen Mitglied des Kabinetts Kristrún Frostadóttir.
2007 war sie Teilnehmerin der isländischen Ausgabe der Castingshow The X-Factor.